# 디크라테리아속
디크라테리아속(Dicrateria)은 이소크리시스목 이소크리시스과에 속하는 착편모조류 속 분류군의 하나이다. 3종의 해양 조류를 포함하고 있다. 패류의 먹이 생물이다.

## 하위 종
- D. gilva Parke, 1949
- D. inornata Parke, 1949
- D. rotunda (N.Reynolds) El M.Bendif & I.Probert 2013